# Máté András (labdarúgó)
Máté András, Andy Mate (Budapest, 1940. március 19. – 2012. május 13.) amerikai válogatott labdarúgó, csatár.

## Pályafutása

### Klubcsapatban
A Bp. Dózsa csapatában kezdte a labdarúgást. 1956-ban családjával elhagyta Magyarországot. 1961 és 1964 között a New York Hungarians csapatában szerepelt. Az 1964–65-ös idényt a nyugatnémet Hamburger SV csapatában töltötte. Ezt követően visszatért az Egyesült Államokba. 1967-ben a New York Generals együtteséhez szerződött. 1968 és 1978 között ismét a New York Hungarians labdarúgója volt. 1971-ben a Cosmos játékosa volt.

### A válogatottban
1964-ben egy alkalommal szerepelt az amerikai válogatottban.

## Sikerei, díjai
- NASL (North-American Soccer League)
  - elődöntős: 1971

## Statisztika

### Mérkőzése az amerikai válogatottban
| Egyesült Államok | Egyesült Államok | Egyesült Államok | Egyesült Államok | Egyesült Államok | Egyesült Államok | Egyesült Államok | Egyesült Államok | Egyesült Államok |
| #                | Dátum            | Helyszín         | Hazai            | Eredmény         | Vendég           | Kiírás           | Gólok            | Esemény          |
| ---------------- | ---------------- | ---------------- | ---------------- | ---------------- | ---------------- | ---------------- | ---------------- | ---------------- |
| 1.               | 1964. május 27.  | New York         | Egyesült Államok | 0 – 10           | Anglia           | barátságos       | -                |                  |
|                  | Összesen         |                  |                  | 1                | mérkőzés         |                  | 0                | gól              |